# Wula
Wula is een bestuurslaag in het regentschap Oost-Soemba van de provincie Oost-Nusa Tenggara, Indonesië. Wula telt 1155 inwoners (volkstelling 2010).